# Sachenrechtsbereinigungsgesetz
Das Sachenrechtsbereinigungsgesetz (SachenRBerG) wurde am 21. September 1994 (BGBl. I S. 2457) im Rahmen des Wiedervereinigungsprozesses verabschiedet, um die Rechtsverhältnisse über die bauliche Nutzung von Grundstücken im Beitrittsgebiet an die Sachenrechtsordnung des BGB anzupassen.
Notwendig wurde das SachenRBerG, da nach dem Recht der DDR die bauliche Nutzung eines Grundstücks i. d. R. nicht an das Grundeigentum geknüpft war. Demgegenüber folgt nach dem BGB das Eigentum an einem Gebäude dem Eigentum an dem Grundstück. In der DDR beruhte die Nutzung vielfach lediglich auf einer öffentlich-rechtlichen Nutzungszuweisung, einer formlosen Gestattung oder wurde auch bloß faktisch – ohne rechtliche Absicherung – durchgeführt. An den Gebäuden entstand dabei i. d. R. vom Grundstück unabhängiges Eigentum.
Erfasst werden vom SachenRBerG nach den Regelungen des § 2 nur Nutzungen zum Zwecke des Wohnens. Andere Nutzungsarten, wie z. B. die Errichtung von Wochenendhäusern auf Erholungsgrundstücken oder von Garagen, fallen nicht unter das SachenRBerG, sondern unter das Schuldrechtsanpassungsgesetz.
Das SachenRBerG sieht als Lösung vor, dass der Nutzer vom Grundstückseigentümer gegen eine Entschädigung den Abschluss eines Vertrags über die Bestellung eines Erbbaurechts oder den Abschluss eines Kaufvertrags verlangen kann, dass also die Nutzung in den rechtlichen Rahmen des BGB eingepasst wird.
In der Praxis spielt das Sachenrechtsbereinigungsgesetz heute kaum noch eine Rolle, da nach Rechtsprechung des Bundesgerichtshofs mögliche Ansprüche nach diesem Gesetz zum 31. Dezember 2011 verjährten (BGH vom 21. November 2014, V ZR 32/14).